# Huîtrier des Chatham
Haematopus chathamensis
Espèce
Statut de conservation UICN

 EN D : En danger
Synonymes
- Haematopus unicolor chathamensis

L'Huîtrier des Chatham (Haematopus chathamensis) est une espèce d'oiseaux limicoles de la famille des Haematopodidae. On la trouve aux îles Chatham en Nouvelle-Zélande.